# 戈斯福德 (加利福尼亞州)
戈斯福德（英語：Gosford）是位於美國加利福尼亞州克恩縣的一個非建制地區。該地的面積和人口皆未知。

## 地理
戈斯福德的座標為35°18′40″N 119°05′29″W / 35.31111°N 119.09139°W，而該地的平均海拔高度為111米（即364英尺）。